# Discurso del Sportpalast

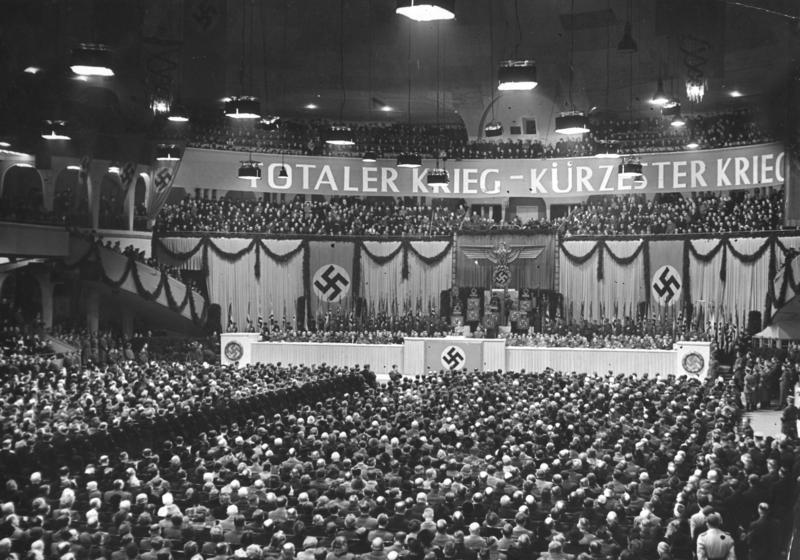
Mitin nacionalsocialista el 18 de febrero de 1943 en el Sportpalast de Berlín; el letrero dice: "Totaler Krieg - Kürzester Krieg" ("Guerra total - Guerra más corta")

El Discurso del Sportpalast (en alemán: Sportpalastrede) o el discurso de guerra total fue un discurso pronunciado por el Ministro de propaganda alemán Joseph Goebbels en el Sportpalast de Berlín a una audiencia numerosa el 18 de febrero de 1943, en el cual pedía una guerra total, cuando la marea de la Segunda Guerra Mundial se estaba volviendo en  contra de los intereses de la Alemania nazi y sus aliados ante la denominada "amenaza bolchevique".
Es considerado el más famoso de los discursos de Joseph Goebbels y uno de los más famosos de la Segunda Guerra Mundial. El discurso fue la primera admisión pública por parte de la dirección nazi de que Alemania enfrentaba graves peligros. Goebbels exhortó al pueblo alemán a continuar la guerra a pesar de ser tan arduo y difícil porque veían que tanto la supervivencia de Alemania como la supervivencia de una Europa no bolchevique estaban en juego.

## Antecedentes
Tras la derrota clave anterior del Eje tres meses antes en la Segunda Batalla de El Alamein en el noroeste de la costa de Egipto, el principal "punto de inflexión" de la Segunda Guerra Mundial en Europa ocurrió el 2 de febrero de 1943 cuando la Batalla de Stalingrado terminó con la rendición del Mariscal de campo Friedrich Paulus y el 6º ejército alemán a los soviéticos. En la Conferencia de Casablanca en enero, Franklin D. Roosevelt y Winston Churchill habían exigido la rendición incondicional de Alemania, y los soviéticos, estimulados por su victoria, comenzaban a retomar territorio, incluido Kursk (8 de febrero), Rostov (14 de febrero) y Járkov (16 de febrero). En el norte de África, el Afrika Korps bajo el mariscal de campo Erwin Rommel se estaba acercando a la derrota, cuando los barcos de suministros alemanes que navegaban a Trípoli fueron hundidos por los aliados en enero. La Campaña del Desierto Occidental había terminado con la victoria británica en El Alamein en noviembre de 1942, y el Eje se encontraba en Túnez entre dos fuerzas aliadas, una avanzando desde Argelia y la otra desde Libia. Las fortunas de los aliados del Eje de Alemania también estaban cambiando. En el Pacífico, los estadounidenses acababan de completar su reconquista de Guadalcanal durante meses después de sus victorias contra las fuerzas japonesas en Midway y el Mar del Coral.
Adolf Hitler respondió con las primeras medidas que conducirían a la movilización total de Alemania. Antes del discurso, el gobierno cerró restaurantes, clubes, bares, teatros y tiendas de lujo en todo el país para que la población civil pudiera contribuir más a la guerra.

## Escenario y audiencia
El escenario del discurso en el Sportpalast colocó a la audiencia detrás y debajo de una gran pancarta con las palabras en mayúsculas "TOTALER KRIEG - KÜRZESTER KRIEG" ("guerra total - guerra más corta") junto con pancartas nazis y esvásticas nazis, como se ve en las imágenes y metrajes del evento.
Aunque Goebbels afirmó que la audiencia incluía personas de "todas las clases y ocupaciones" (incluidos "soldados, médicos, científicos, artistas, ingenieros y arquitectos, maestros, collares blancos (funcionarios)"), el propagandista había seleccionado cuidadosamente a sus oyentes para reaccionar con el fanatismo apropiado. Goebbels le dijo a Albert Speer que era el público mejor entrenado que uno podía encontrar en Alemania. Sin embargo, la respuesta entusiasta y unificada de la multitud registrada en la versión escrita, a veces, no es totalmente compatible con la grabación.

## Detalles
Joseph Goebbels reitera tres temas en el discurso:
1. Si la Wehrmacht no estuviera en condiciones de contrarrestar el peligro del frente oriental, el Reich alemán caería en el bolchevismo y el resto de Europa poco después.
2. La Wehrmacht, el pueblo alemán y las potencias del Eje sólo tenían la fuerza para salvar a Europa de esta amenaza.
3. El peligro estaba cerca y Alemania tenía que actuar rápida y decisivamente.

En el discurso, Goebbels explicó ampliamente la amenaza planteada por la judería internacional: "El objetivo del bolchevismo es la revolución mundial judía. Quieren traer el caos al Reich y a Europa, utilizando la desesperanza y la desesperación resultantes para establecer su internacionalismo oculto por los bolcheviques y la tiranía capitalista". Rechazando las protestas de las naciones enemigas contra las políticas antisemitas del Reich, declaró, a los cánticos ensordecedores de la audiencia, que Alemania "tiene la intención de tomar las medidas más radicales, si es necesario, a su debido tiempo".
Si bien Goebbels se refirió a la movilización soviética en todo el país como "diabólica", explicó que "no podemos superar el peligro bolchevique a menos que usemos métodos equivalentes, aunque no idénticos [en una] guerra total". Luego justificó las medidas de austeridad promulgadas, explicándolas como medidas temporales. 
Históricamente, el discurso es importante ya que marca la primera admisión por parte de los líderes del partido de que estaban enfrentando problemas, y lanzó la campaña de movilización que, posiblemente, prolongó la guerra, bajo el lema «¡Y (que) la tormenta, estalle!» (¡Und Sturm, brich los!). Goebbels afirmó que ningún alemán estaba pensando en ningún compromiso y que "toda la nación solo está pensando en una guerra dura".
Goebbels intentó contrarrestar los informes en la prensa aliada de que los civiles alemanes habían perdido la fe en la victoria, haciendo al público una serie de preguntas al final, como:

¿Crees con el Führer y con nosotros en la victoria final y total del pueblo alemán? ¿Están dispuestos a trabajar usted y el pueblo alemán, si el Führer lo ordena, 10, 12 y, si es necesario, 14 horas al día y dar todo por la victoria? ¿Quieres (una) guerra total? Si es necesario, ¿quieres una guerra más total y radical que cualquier cosa que podamos imaginar hoy?

La versión oral grabada del discurso difería en algunos aspectos del registro escrito. Especialmente significativo es que, en el registro oral (versus escrito) del discurso, Goebbels, en realidad, comienza a mencionar el "exterminio" de los judíos, en lugar de los términos menos severos utilizados en la versión escrita para describir la "solución", pero se atrapa a sí mismo en medio de la palabra.

## Citas
| Versión original | Traducción española |
| --- | --- |
| Deutschland jedenfalls hat nicht die Absicht, sich dieser jüdischen Bedrohung zu beugen, sondern vielmehr die, ihr rechtzeitig, wenn nötig unter vollkommen und radikalster Ausr... -schaltung [Ausrottung / Ausschaltung] des Judentums entgegenzutreten. […] […] Die Engländer behaupten, das deutsche Volk habe den Glauben an den Sieg verloren […] Glauben Sie mit dem Führer und uns an den totalen und endgültigen Sieg deutscher Waffen? […] Die Engländer behaupten, das deutsche Volk widersetze sich den totalen Kriegsmaßnahmen der Regierung […] Er will keinen totalen Krieg, sondern Kapitulation! Ich frage euch: Wollt ihr den TOTALEN KRIEG? Wollt ihr ihn, wenn nötig, totaler und radikaler, als wir ihn uns heute überhaupt erst vorstellen können? […] Nun, Volk, steh auf und Sturm brich los! | Alemania, en cualquier caso, no tiene intención de inclinarse ante esta amenaza judía, sino de enfrentarla a su debido tiempo, si es necesario en términos de la era completa y más radical ... supresión [lit. "exterminio"] del judaísmo ". […] […] Los ingleses afirman que el pueblo alemán ha perdido la fe en la victoria […] ¿Creéis con el Führer y nosotros en la victoria total y definitiva de las armas alemanas? […] Los ingleses afirman que el pueblo alemán se resiste a las medidas de guerra total del Gobierno […] No quiere la guerra total, sino la ¡capitulación! Les pregunto: ¿¡Quieren ustedes la GUERRA TOTAL!? Si es necesario, ¿¡quieren una guerra más total y radical que cualquier cosa que podamos imaginar!? […] Ahora, pueblo, levántate y deja que la tormenta se desate! |

La última estrofa se originó en el poema «Männer und Buben» (Hombres y Niños) de Carl Theodor Körner durante las Guerras Napoleónicas. Las palabras de Körner fueron citadas por Adolf Hitler en su discurso de 1920; "Lo que nosotros queremos" pronunciado en el Hofbräuhaus de Múnich pero, también, por el propio Goebbels en discursos más antiguos, incluido su discurso de campaña del 6 de julio de 1932, antes de que los nazis tomaran el poder en Alemania.

## Recepción
Millones de alemanes escucharon a Goebbels en la radio mientras pronunciaba este discurso sobre la "desgracia de las últimas semanas" y una "imagen sin adornos de la situación". Al acumular tal entusiasmo popular, Goebbels quería convencer a Hitler de que le diera mayores poderes para dirigir la economía de guerra. Hitler, sin embargo, aún no estaba listo para llevar a la economía a una posición de guerra total por las objeciones de sus ministros. El 23 de julio de 1944, Goebbels fue finalmente nombrado Plenipotenciario del Reich para la Guerra Total, responsable de maximizar la mano de obra para la Wehrmacht y la industria de armamentos a expensas de sectores de la economía que no eran esenciales para el esfuerzo de guerra. 
El discurso también condujo a la difusión de un chiste de susurros de la guerra, popular en la posteriormente Alemania occidental, especialmente en el Ruhr:

Querido Tommy, vuela más lejos. Todos somos mineros aquí.
Vuela más lejos, a Berlín; allí todos han gritado "¡Sí!"